# Sisi Iwa
Der Sisi Iwa (japanisch 獅子岩 ‚Löwenfelsen‘) ist ein 110 m hoher Felsvorsprung an der Kronprinz-Olav-Küste des ostantarktischen Königin-Maud-Lands. Er ragt unmittelbar westlich des Daruma Rock und 8 km östlich des Kap Omega an der Westflanke des Nishi-naga-iwa-Gletschers auf.
Japanische Kartographen kartierten ihn anhand von Vermessungen und Luftaufnahmen aus den Jahren von 1957 bis 1959. Die Benennung erfolgte 1981.